# S/2019 S 21
S/2019 S 21 — природний супутник Сатурна. Відкритий 16 травня 2023 року Скоттом Шеппардом, Девідом Джуїттом, Бреттом Гледменом, Дженом Кліна та Едвардом Ештоном зі спостережень, зроблених між 2 лютого 2006 року та 8 липня 2021 року.
Діаметр S/2019 S 21 – близько 4 км, велика піввісь – 26 439 000 км, орбітальний період – 1636,32 земної доби. Обертається навколо Сатурна зі зворотним орбітальним рухом під нахилом 171,9° до площини екліптики, ексцентриситет орбіти – 0,155. S/2019 S 21 належить до скандинавської групи і є одним із найвіддаленіших супутників Сатурна разом із S/2004 S 26, S/2004 S 52 і S/2020 S 9.